# 苗場酒造
苗場酒造株式会社（なえばしゅぞう）は、新潟県中魚沼郡津南町に本社を置く酒蔵である。2014年9月、瀧澤酒造株式会社から商号変更。

## 銘柄
- 純米大吟醸「越乃龍神」
- 大吟醸「龍ヶ窪」
- 原酒「苗場山」
- 別撰「苗場山」
- 普通酒「不二正宗」
- 特別本醸造「苗場山ひまわり」ラベル
- 純米吟醸「奥越後」
- 純米酒「苗場山」
- 特別本醸造「苗場山」
- 本醸造「苗場山」

## 受賞歴
全国新酒鑑評会
平成14酒造年 - 29酒造年
- 「苗場山」金賞受賞 - 平成29年受賞